# Дріду (комуна)
Дріду (рум. Dridu) — комуна у повіті Яломіца в Румунії. До складу комуни входять такі села (дані про населення за 2002 рік):
- Дріду-Снагов (472 особи)
- Дріду (3293 особи)

Комуна розташована на відстані 40 км на північний схід від Бухареста, 73 км на захід від Слобозії, 148 км на південний захід від Галаца, 125 км на південний схід від Брашова.

## Населення
За даними перепису населення 2002 року у комуні проживала 5171 особа. Усі жителі комуни рідною мовою назвали румунську.
Національний склад населення комуни:
| Національність | Кількість осіб | Відсоток |
| -------------- | -------------- | -------- |
| румуни         | 5165           | 99,9%    |
| цигани         | 6              | 0,1%     |

Склад населення комуни за віросповіданням:
| Релігія       | Кількість осіб | Відсоток |
| ------------- | -------------- | -------- |
| православні   | 5117           | 99,0%    |
| лютерани      | 39             | 0,8%     |
| п'ятдесятники | 13             | 0,3%     |
| римо-католики | 1              | < 0,1%   |
| адвентисти    | 1              | < 0,1%   |